# Cambiste
Le cambiste (du latin cambiare, « changer », puis de l'italien cambista), également appelé forex trader en anglais, désigne au plan général un opérateur professionnel spécialiste des opérations de change et de façon plus précise aujourd'hui un métier lié au marché des changes.

## Fonction
À l'origine, un cambiste est celui chargé de vendre et d'acheter des devises en essayant, si possible, d'en dégager un bénéfice. Ceci n'est possible qu'à partir du moment où les monnaies sont devenues convertibles entre elles.
Avant les années 1970, les salles de marchés n'existent pas. À leur place, fonctionne un service de change où les opérateurs sont issus d'autres services de la banque et apprennent leur métier sur le tas. Les marchés ne comportent que peu de risque en raison du régime de parités fixes.
À partir des années 1970, de profondes mutations ont lieu, à la suite de la crise financière, la montée de l'endettement ou encore la libéralisation des marchés. Les banques mettent au point de nouveaux instruments afin de s'adapter à ces changements et à limiter leurs risques: À côté des instruments « classiques » qui continuent à exister, apparaissent des instruments tels que les options, les swaps ou encore les instruments à terme.
Le cambiste est devenu un technicien. Une bonne connaissance des mathématiques est indispensable. Il se doit de maîtriser également l'outil informatique omniprésent dans une salle des marchés moderne.
Les mouvements et transactions sur les marchés sont à la mesure de la vitesse à laquelle l'information circule. Les cambistes doivent donc avoir les nerfs solides et l'esprit vif d'autant que les montants en jeu peuvent être considérables.

## Source
- Cet article est partiellement ou en totalité issu du site Cambiste.info, le texte ayant été placé par l’auteur ou le responsable de publication sous la licence de documentation libre GNU ou une licence compatible.